# Gisela Dulko
Gisela Dulko (née le 30 janvier 1985 à Buenos Aires) est une joueuse de tennis argentine, professionnelle de janvier 2001 à fin 2012.
Elle compte quatre titres en simple dames sur le circuit WTA, dont les deux premiers acquis en 2007. En Grand Chelem, elle a atteint à trois reprises les huitièmes de finale, à Roland-Garros en 2006 et 2011 ainsi qu'à l'US Open en 2009.
Victorieuse de huit tournois en double dames lors de la saison 2010 aux côtés de l'Italienne Flavia Pennetta, elle occupe la première place du classement WTA dans cette spécialité de novembre 2010 à avril 2011. Avec la même partenaire, elle décroche l'Open d'Australie en janvier 2011.
Gisela Dulko annonce en novembre 2012 la fin de sa carrière professionnelle.
Elle est mariée avec le footballeur argentin Fernando Gago.

## Carrière

### Parcours brillant en juniors, mais difficile sur le circuit principal (2001-2003)
Gisela Dulko arrive sur le circuit WTA à l'âge de 15 ans, en 2001, après avoir remporté l'US Open en 2000 chez les juniors. Elle tente de se qualifier pour le tableau final du tournoi d'Indian Wells mais échoue au deuxième tour des qualifications. Elle intégrera cependant directement le tableau final du tournoi de Miami où elle y dispute son premier match professionnel, en tour principal. Elle sera directement éliminée. Elle se consacre ensuite aux circuits juniors et ITF. Elle remporte Wimbledon chez les juniors.
Elle revient l'année suivante pour disputer sa première saison complète. Elle s'adjuge l'Open d'Australie Junior puis remporte le tournoi de Jackson, tournoi ITF, échelon inférieur à la WTA. C'est beaucoup plus difficile sur le circuit WTA. Elle échoue pour se qualifier à Roland Garros, Wimbledon puis l'US Open. Sa plus grande performance est un quart de finale au tournoi de Casablanca. L'année 2003 ressemble à l'année 2002, mais elle parvient tout de même à s'extirper des qualifications à Roland Garros puis échoue au premier tour malgré un match abordable face à une autre qualifiée Gala Leon Garcia.

### Révélation et meilleur classement de sa carrière (2004-2005)
C'est en 2004 qu'elle se révèle. Elle se qualifie pour l'Open d'Australie mais ne peut rien au premier tour face à la no 14 mondiale Paola Suarez. Elle réalise la sensation à Indian Wells, où sortie des qualifications, elle élimine Koukalova no 85 mondiale puis Maria Sanchez Lorenzo no 35 mondiale, et surtout Nadia Petrova no 12 mondiale en deux sets. Elle élimine ensuite Marissa Gould pour se qualifier en quart de finale, mais doit s'incliner logiquement face à Lindsay Davenport, no 4 à la WTA. Cette performance lui fait passer de la 96e à la 68e place mondiale. Elle atteint les huitièmes de finale à Miami, éliminée par Nathalie Dechy. Son bon début de saison lui permet d'échapper aux qualifications à Roland Garros. Elle y élimine la grande Martina Navratilova, de retour sur le circuit, au premier tour 6-1 6-3. Elle crée la surprise ensuite en dominant Conchita Martinez au second tour 6-4 7-5 puis s'incline ensuite face à la japonaise Shinobu Asagoe en trois manches. Elle réédite cette performance à Wimbledon où dès le premier elle élimine à nouveau une tête de série, Jelena Dokic. Puis elle rencontre à nouveau Martina Navratilova au second tour et la bat à nouveau mais avec beaucoup plus de difficultés 3-6 6-3 6-3. Elle est éliminée par Vera Zvonareva au tour suivant. Elle bat en Fed Cup sa première joueuse du Top 10, Kuznetsova. Elle atteint le second tour de l'US Open, battue par Ai Sugiyama. Elle atteint en fin de saison la 33e place mondiale.
Elle débute parfaitement la saison 2005 en atteignant sa première finale sur le circuit à Hobart. Elle déçoit à l'Open d'Australie, pourtant tête de série no 29, en étant éliminée dès le second tour face à sa compatriote Mariana Diaz-Oliva 101e joueuse mondiale. Elle perd à nouveau contre elle au deuxième tour d'Indian Wells. Elle atteint les demi-finales à Estoril mais sera éliminée par Lucie Safarova, issue des qualifications. Elle déçoit à nouveau à Roland-Garros où elle est à nouveau prématurément éliminée au second tour face à Marissa Gould. Elle se rattrape néanmoins au tournoi de Bois-le-Duc, où elle atteint la demi-finale en éliminant Nadia Petrova, mais s'incline à nouveau face à Lucie Safarova. Elle est stoppée au second tour de Wimbledon par Flavia Pennetta. Elle bat pour la seconde fois Svetlana Kuznetsova à Toronto alors no 4 mondiale après avoir déjà éliminé Tatiana Golovin. Elle est logiquement battue par Myskina en quarts. Cependant elle n'ira pas plus loin que le second tour à l'US Open face à la coréenne Yoon Jeong Cho. Gisela Dulko termine l'année à la 27e place mondiale après avoir été 26e en novembre soit son meilleur classement.

### Résultats décevants mais meilleure performance en Grand Chelem (2006)
Après des mois de janvier et février décevants, elle revient à Indian Wells, tournoi qui l'a révélé deux ans plus tôt. Elle élimine Tatiana Golovin au troisième tour puis atteint à nouveau les quarts de finale mais doit s'incliner face à Justine Henin. Elle enchaîne ensuite les défaites au premier tour avant de réaliser sa meilleure performance en Grand Chelem, à Roland Garros. Après un premier tour compliqué, qu'elle remporte 11-9 au troisième set, elle profite d'un tableau clément jusqu'en huitièmes de finale. Elle est éliminée par l'allemande Groenefeld en huitièmes. Elle a l'occasion de faire même à Wimbledon mais est éliminée face à la française Severine Beltrame au troisième tour après un match accroché 7-6 5-7 7-5. Elle enchaîne à nouveau les éliminations au premier tour, comme à l'US Open. Elle finit la saison 61e mondiale après une saison décevante malgré un huitième à Paris.

### Quelques bonnes performances, premiers titres WTA (2007-2009)
Malgré une victoire face à Myskina à Sydney, le mois de janvier de la saison 2007 est sur la même lancée que 2006. Elle rebondit tout de même au tournoi de Pattaya City où elle atteint la finale sans perdre un set mais s'incline face à Bammer. Après un quart de finale à Acapulco, elle est éliminée au second tour d'Indian Wells face à Petrova, comme à l'Open d'Australie. Elle remporte en avril le premier tournoi WTA de sa carrière à Budapest sans rencontrer la moindre tête de série, ce qui lui permet de se rapprocher à nouveau des 30 premières mondiales, et de bénéficier à nouveau du statut de tête de série à Roland Garros. Elle ne parvient pas à confirmer en se faisant éliminer au second tour par la qualifié Kudryavtseva. Elle déçoit sur gazon mais se reprend lors de la tournée américaine avec notamment un deuxième titre WTA cette saison, à Forest Hills où elle bat facilement Virginie Razzano en finale. Elle est cependant battue au premier tour de l'US Open face à Bondarenko. Elle atteint ensuite la demi-finale à Portoroz où elle prend sa revanche sur Bammer.
L'année suivante débute mal avec des éliminations au premier et second tours avant de remporter son troisième tournoi sur le circuit à Fès. Elle confirme ensuite à Berlin où elle élimine Nicole Vaidisova et Caroline Wozniacki avant de sortir céder face à Azarenka. A Roland Garros, elle s'incline avec les honneurs au second tour face à Alizé Cornet en trois sets. Elle atteint ensuite les quarts à Eastbourne puis s'incline au troisième tour à Wimbledon face Elena Dementieva. Sa fin de saison sera très décevante avec 8 éliminations au premier tour sur 9 tournois, dont le tournoi olympique à Pekin.
2009, signe la dernière saison pleine de Gisela Dulko en simple. Elle réalise un début de saison correct avec un quart de finale à Hobart, un deuxième tour à l'Open d'Australie battue par Serena Williams puis une finale à Bogota où elle est sèchement battue par Maria José Martinez 6-3 6-2. Elle atteint le troisième tour à Indian Wells, éliminée par Ivanovic puis réalise à Miami le plus gros coup de sa carrière en éliminant Jelena Jankovic au second tour alors no 3 mondiale en deux sets. Cependant son parcours s'arrête au troisième tour face à Iveta Melzer. Elle crée à nouveau la surprise à Stuttgart en écartant Azarenka no 8 mondiale, peu à l'aise sur terre battue, mais s'incline ensuite au troisième tour face à Kuznetsova. Elle rallie à nouveau le troisième tour à Roland Garros mais rend les armes face à Cibulkova 6-4 6-2. Elle se qualifie également pour le troisième tour à Wimbledon face à Sharapova, qui est sur le retour, mais s'incline face à Petrova. Elle poursuit à Bastad où elle se qualifie pour les demi-finales en prenant sa revanche sur Cibulkova. Après une préparation pour l'US Open moyenne, elle atteint pour la seconde fois les huitièmes de finale d'un Grand Chelem à l'US Open en éliminant Makarova, Alona Bondarenko et Shvedova. Elle tombe face la deuxième sœur Bondarenko, Kateryna, qui lui inflige un cinglant 6-0 6-0. Elle réalise l'une de ses meilleures saisons en Grand Chelem.

### Déclin en simple, ascension vers le sommet en double (2010-2011)
Gisela commence l'année 2010 de belle manière en atteignant les quarts à Hobart, le troisième tour à l'Open d'Australie en écartant Ana Ivanovic, les demies à Bogota, les quarts à Acapulco puis le troisième tour à Indian Wells où elle bat Justine Henin qui sort de sa retraite. Elle réalise à nouveau un joli parcours à Miami en éliminant la tête de série Alona Bondarenko en second tour avant de se faire sortir du tournoi par Marion Bartoli. Elle rate sa tournée sur terre battue et arrive à Roland Garros sans la moindre victoire sur la surface depuis février. Elle étrille cependant Victoria Azarenka, no 11 mondiale, 6-1 6-2. Elle ne confirme pas et est éliminée au second tour en trois sets par la qualifiée Chanelle Scheepers. Éliminée au premier tour de Wimbledon, elle atteint la finale de Bastad en battant Flavia Pennetta mais s'incline en finale après un match accroché face à Aravane Rezai. Elle atteint le troisième tour de l'US Open en passant l'obstacle Azarenka qui abandonne mais son parcours est stoppé par la russe Pavlyuchenkova. Elle réalise une dernière performance en prenant sa revanche face à Aravane Rezai au premier tour à Pekin. Mais c'est surtout en double qu'elle s'illustre en remportant avec Flavia Pennetta un total de 7 titres dont les Masters, regroupant les 8 meilleures paires de double du monde. Cette incroyable performance lui permet d'atteindre la consécration en étant no 1 mondiale de doubles.
Elle remporte en 2011 son seul et unique tournoi du Grand Chelem à l'Open d'Australie en doubles. En simple elle remporte son quatrième et dernier titre WTA à Acapulco. C'est son troisième titre sur terre battue. Après une demi-finale à Monterrey, ses performances sont en chute. Elle réalise néanmoins son dernier coup d'éclat à Roland Garros où elle élimine deux têtes de série. Elle élimine Pironkova au second tour 6-4 6-2 puis Samantha Stosur, no 6 mondiale et finaliste de la dernière édition 6-4 1-6 6-3. En huitièmes de finale, elle doit abandonner par la perte du premier set face à Marion Bartoli et déclare forfait pour Wimbledon. Elle ne franchira pas le second tour tout le reste de la saison. En doubles, elle ne remporte plus de titre depuis l'Open d'Australie mais se qualifie tout de même pour les Masters avec Pennetta, perdant leur titre.

### Fin de carrière (2012)
Les défaites s'empilent pour Gisela Dulko qui petit à petit se retrouve à devoir à jouer les qualifications pour accéder aux tournois. C'est en échouant aux qualifications de Roland Garros puis de Wimbledon que Gisela décide de mettre un terme à sa carrière à seulement 27 ans. Elle met également un terme à sa carrière en doubles la même année à Cincinnati.

## Palmarès

### Titres en simple dames
| No | Date       | Nom et lieu du tournoi                 | Catégorie | Dotation  | Surface      | Finaliste              | Score          |          |
| -- | ---------- | -------------------------------------- | --------- | --------- | ------------ | ---------------------- | -------------- | -------- |
| 1  | 23-04-2007 | Grand Prix, Budapest                   | Tier III  | 175 000 $ | Terre (ext.) | Sorana Cîrstea         | 6-72, 6-2, 6-2 | Parcours |
| 2  | 21-08-2007 | Women’s Tennis Classic, Forest Hills   | Tier IV   | 74 800 $  | Dur (ext.)   | Virginie Razzano       | 6-2, 6-2       | Parcours |
| 3  | 28-04-2008 | GP Princesse Lalla Meryem, Fès         | Tier IV   | 145 000 $ | Terre (ext.) | Anabel Medina          | 7-62, 7-65     | Parcours |
| 4  | 21-02-2011 | Abierto Mexicano Telcel HSBC, Acapulco | Intern'l  | 220 000 $ | Terre (ext.) | Arantxa Parra Santonja | 6-3, 7-65      | Parcours |

### Finales en simple dames
| No | Date       | Nom et lieu du tournoi                | Catégorie | Dotation  | Surface      | Vainqueure          | Score         |          |
| -- | ---------- | ------------------------------------- | --------- | --------- | ------------ | ------------------- | ------------- | -------- |
| 1  | 09-01-2005 | Moorilla International, Hobart        | Tier V    | 110 000 $ | Dur (ext.)   | Zheng Jie           | 6-2, 6-0      | Parcours |
| 2  | 05-02-2007 | Pattaya Open, Pattaya                 | Tier IV   | 170 000 $ | Dur (ext.)   | Sybille Bammer      | 7-5, 3-6, 7-5 | Parcours |
| 3  | 16-02-2009 | Copa Sony Ericsson Colsanitas, Bogota | Intern'l  | 220 000 $ | Terre (ext.) | María José Martínez | 6-3, 6-2      | Parcours |
| 4  | 05-07-2010 | Collector Swedish Open Women, Båstad  | Intern'l  | 220 000 $ | Terre (ext.) | Aravane Rezaï       | 6-3, 4-6, 6-4 | Parcours |

### Titres en double dames
| No | Date       | Nom et lieu du tournoi                    | Catégorie | Dotation     | Surface      | Partenaire           | Finalistes                                 | Score             |          |
| -- | ---------- | ----------------------------------------- | --------- | ------------ | ------------ | -------------------- | ------------------------------------------ | ----------------- | -------- |
| 1  | 31-03-2003 | GP Princesse Lalla Meryem Casablanca      | Tier V    | 110 000 $    | Terre (ext.) | María Emilia Salerni | Henrieta Nagyová Elena Tatarkova           | 6-3, 6-4          | Parcours |
| 2  | 03-10-2005 | AIG Japan Open Tennis Championships Tokyo | Tier III  | 170 000 $    | Dur (ext.)   | Maria Kirilenko      | Shinobu Asagoe María Vento-Kabchi          | 7-5, 4-6, 6-3     | Parcours |
| 3  | 10-10-2005 | PTT Thailand Open Bangkok                 | Tier III  | 200 000 $    | Dur (ext.)   | Shinobu Asagoe       | Conchita Martínez Virginia Ruano Pascual   | 6-1, 7-5          | Parcours |
| 4  | 24-10-2005 | Generali Ladies Linz                      | Tier II   | 585 000 $    | Dur (int.)   | Květa Peschke        | Conchita Martínez Virginia Ruano Pascual   | 6-2, 6-3          | Parcours |
| 5  | 20-02-2006 | Copa Colsanitas Seguros Bolivar Bogota    | Tier III  | 175 000 $    | Terre (ext.) | Flavia Pennetta      | Ágnes Szávay Jasmin Wöhr                   | 7-61, 6-1         | Parcours |
| 6  | 18-07-2006 | Western & Southern Open Cincinnati        | Tier III  | 175 000 $    | Dur (ext.)   | Maria Elena Camerin  | Marta Domachowska Sania Mirza              | 6-4, 3-6, 6-2     | Parcours |
| 7  | 12-01-2009 | Moorilla International Hobart             | Intern'l  | 220 000 $    | Dur (ext.)   | Flavia Pennetta      | Alona Bondarenko Kateryna Bondarenko       | 6-2, 7-64         | Parcours |
| 8  | 06-07-2009 | Collector Swedish Open Women Båstad       | Intern'l  | 220 000 $    | Terre (ext.) | Flavia Pennetta      | Nuria Llagostera Vives María José Martínez | 6-2, 0-6, [10-5]  | Parcours |
| 9  | 15-02-2010 | Copa BBVA-Colsanitas Bogota               | Intern'l  | 220 000 $    | Terre (ext.) | Edina Gallovits      | Olga Savchuk Anastasiya Yakimova           | 6-2, 7-66         | Parcours |
| 10 | 23-03-2010 | Sony Ericsson Open Miami                  | PREMIER*  | 4 500 000 $  | Dur (ext.)   | Flavia Pennetta      | Nadia Petrova Samantha Stosur              | 6-3, 4-6, [10-7]  | Parcours |
| 11 | 26-04-2010 | Porsche Tennis Grand Prix Stuttgart       | Premier   | 700 000 $    | Terre (int.) | Flavia Pennetta      | Květa Peschke Katarina Srebotnik           | 3-6, 7-63, [10-5] | Parcours |
| 12 | 03-05-2010 | Internazionali BNL d'Italia Rome          | Premier 5 | 2 000 000 $  | Terre (ext.) | Flavia Pennetta      | Nuria Llagostera Vives María José Martínez | 6-4, 6-2          | Parcours |
| 13 | 05-07-2010 | Collector Swedish Open Women Båstad       | Intern'l  | 220 000 $    | Terre (ext.) | Flavia Pennetta      | Renata Voráčová Barbora Z. Strýcová        | 7-60, 6-0         | Parcours |
| 14 | 16-08-2010 | Coupe Rogers Montréal                     | Premier 5 | 2 000 000 $  | Dur (ext.)   | Flavia Pennetta      | Květa Peschke Katarina Srebotnik           | 7-5, 3-6, [12-10] | Parcours |
| 15 | 18-10-2010 | Kremlin Cup Moscou                        | Premier   | 1 000 000 $  | Dur (int.)   | Flavia Pennetta      | Sara Errani María José Martínez            | 6-3, 2-6, [10-6]  | Parcours |
| 16 | 26-10-2010 | WTA Championships Doha                    | Masters   | 4 550 000 $  | Dur (ext.)   | Flavia Pennetta      | Květa Peschke Katarina Srebotnik           | 7-5, 6-4          | Parcours |
| 17 | 17-01-2011 | Australian Open Melbourne                 | G. Chelem | 10 366 780 $ | Dur (ext.)   | Flavia Pennetta      | Victoria Azarenka Maria Kirilenko          | 2-6, 7-5, 6-1     | Parcours |

### Finales en double dames
| No | Date       | Nom et lieu du tournoi               | Catégorie | Dotation    | Surface      | Vainqueures                                | Partenaire            | Score             |          |
| -- | ---------- | ------------------------------------ | --------- | ----------- | ------------ | ------------------------------------------ | --------------------- | ----------------- | -------- |
| 1  | 08-07-2002 | GP Princesse Lalla Meryem Casablanca | Tier V    | 110 000 $   | Terre (ext.) | Petra Mandula Patricia Wartusch            | C. Granados           | 6-2, 6-1          | Parcours |
| 2  | 26-04-2004 | J&S Cup Varsovie                     | Tier II   | 585 000 $   | Terre (ext.) | Silvia Farina Francesca Schiavone          | Patricia Tarabini     | 3-6, 6-2, 6-1     | Parcours |
| 3  | 20-09-2004 | China Open Pékin                     | Tier II   | 585 000 $   | Dur (ext.)   | Emmanuelle Gagliardi Dinara Safina         | María Vento-Kabchi    | 6-4, 6-4          | Parcours |
| 4  | 22-08-2005 | Pilot Pen Tennis New Haven           | Tier II   | 600 000 $   | Dur (ext.)   | Lisa Raymond Samantha Stosur               | Maria Kirilenko       | 6-2, 6-76, 6-1    | Parcours |
| 5  | 01-05-2006 | Estoril Open Estoril                 | Tier IV   | 145 000 $   | Terre (ext.) | Li Ting Sun Tiantian                       | María Antonia Sánchez | 6-2, 6-2          | Parcours |
| 6  | 25-07-2006 | Bank of the West Classic Stanford    | Tier II   | 600 000 $   | Dur (ext.)   | Anna-Lena Grönefeld Shahar Peer            | Maria Elena Camerin   | 6-1, 6-4          | Parcours |
| 7  | 16-02-2009 | Copa Sony Ericsson Colsanitas Bogota | Intern'l  | 220 000 $   | Terre (ext.) | Nuria Llagostera Vives María José Martínez | Flavia Pennetta       | 7-5, 3-6, [10-7]  | Parcours |
| 8  | 11-03-2009 | BNP Paribas Open Indian Wells        | PREMIER*  | 4 500 000 $ | Dur (ext.)   | Victoria Azarenka Vera Zvonareva           | Shahar Peer           | 6-4, 3-6, [10-5]  | Parcours |
| 9  | 27-04-2009 | Porsche Tennis Grand Prix Stuttgart  | Premier   | 700 000 $   | Terre (int.) | Bethanie Mattek-Sands Nadia Petrova        | Flavia Pennetta       | 5-7, 6-3, [10-7]  | Parcours |
| 10 | 09-05-2010 | Mutua Madrileña Open Madrid          | PREMIER*  | 4 500 000 $ | Terre (ext.) | Serena Williams Venus Williams             | Flavia Pennetta       | 6-2, 7-5          | Parcours |
| 11 | 02-10-2010 | China Open Pékin                     | PREMIER*  | 4 500 000 $ | Dur (ext.)   | Chuang Chia-Jung Olga Govortsova           | Flavia Pennetta       | 7-62, 1-6, [10-7] | Parcours |
| 12 | 26-09-2011 | Toray Pan Pacific Open Tokyo         | Premier 5 | 2 050 000 $ | Dur (ext.)   | Liezel Huber Lisa Raymond                  | Flavia Pennetta       | 7-64, 0-6, [10-6] | Parcours |
| 13 | 03-10-2011 | China Open Pékin                     | PREMIER*  | 4 500 000 $ | Dur (ext.)   | Květa Peschke Katarina Srebotnik           | Flavia Pennetta       | 6-3, 6-4          | Parcours |

### Finales en double mixte
| No | Date       | Nom et lieu du tournoi        | Catégorie | Dotation      | Surface    | Vainqueures                       | Partenaire      | Score           |          |
| -- | ---------- | ----------------------------- | --------- | ------------- | ---------- | --------------------------------- | --------------- | --------------- | -------- |
| 1  | 01-01-2005 | Hyundai Hopman Cup XVII Perth | ITF       | 1 000 000 AU$ | Dur (int.) | Daniela Hantuchová Dominik Hrbatý | Guillermo Coria | 3 matchs à 0    | Parcours |
| 2  | 29-08-2011 | US Open Flushing Meadows      | G. Chelem | 10 768 000 $  | Dur (ext.) | Melanie Oudin Jack Sock           | Eduardo Schwank | 7-64, 4-6, 10-8 | Parcours |

## Parcours en Grand Chelem

### En simple dames
| Année | Open d'Australie | Open d'Australie   | Internationaux de France | Internationaux de France | Wimbledon       | Wimbledon         | US Open         | US Open              |
| ----- | ---------------- | ------------------ | ------------------------ | ------------------------ | --------------- | ----------------- | --------------- | -------------------- |
| 2003  | -                | -                  | 1er tour (1/64)          | Gala León García         | -               | -                 | -               | -                    |
| 2004  | 1er tour (1/64)  | Paola Suárez       | 3e tour (1/16)           | Shinobu Asagoe           | 3e tour (1/16)  | Vera Zvonareva    | 2e tour (1/32)  | Ai Sugiyama          |
| 2005  | 2e tour (1/32)   | Mariana Díaz       | 2e tour (1/32)           | Marissa Irvin            | 2e tour (1/32)  | Flavia Pennetta   | 2e tour (1/32)  | Cho Yoon-jeong       |
| 2006  | 2e tour (1/32)   | Aiko Nakamura      | 4e tour (1/8)            | A.-L. Grönefeld          | 3e tour (1/16)  | Séverine Beltrame | 1er tour (1/64) | Jelena Janković      |
| 2007  | 2e tour (1/32)   | Nadia Petrova      | 2e tour (1/32)           | Alla Kudryavtseva        | 1er tour (1/64) | Eléni Daniilídou  | 1er tour (1/64) | Alona Bondarenko     |
| 2008  | 1er tour (1/64)  | Caroline Wozniacki | 2e tour (1/32)           | Alizé Cornet             | 3e tour (1/16)  | Elena Dementieva  | 1er tour (1/64) | Magdaléna Rybáriková |
| 2009  | 2e tour (1/32)   | Serena Williams    | 3e tour (1/16)           | Dominika Cibulková       | 3e tour (1/16)  | Nadia Petrova     | 4e tour (1/8)   | Kateryna Bondarenko  |
| 2010  | 3e tour (1/16)   | Vera Zvonareva     | 2e tour (1/32)           | Chanelle Scheepers       | 1er tour (1/64) | Monica Niculescu  | 3e tour (1/16)  | A. Pavlyuchenkova    |
| 2011  | 1er tour (1/64)  | Caroline Wozniacki | 4e tour (1/8)            | Marion Bartoli           | -               | -                 | 2e tour (1/32)  | Victoria Azarenka    |
| 2012  | 1er tour (1/64)  | Maria Sharapova    | -                        | -                        | -               | -                 | -               | -                    |

À droite du résultat, l’ultime adversaire.

### En double dames
| Année | Open d'Australie             | Open d'Australie            | Internationaux de France    | Internationaux de France     | Wimbledon                     | Wimbledon                  | US Open                       | US Open                    |
| ----- | ---------------------------- | --------------------------- | --------------------------- | ---------------------------- | ----------------------------- | -------------------------- | ----------------------------- | -------------------------- |
| 2002  | -                            | -                           | -                           | -                            | 1er tour (1/32) S. Kuznetsova | Cara Black Likhovtseva     | -                             | -                          |
| 2003  | -                            | -                           | 2e tour (1/16) M. Salerni   | L. Davenport Lisa Raymond    | 1er tour (1/32) M. Salerni    | María Vento A. Widjaja     | 1er tour (1/32) A. Harkleroad | C. Gullickson Sarah Taylor |
| 2004  | 2e tour (1/16) M. Sequera    | V. Ruano Paola Suárez       | 3e tour (1/8) P. Tarabini   | S. Kuznetsova Likhovtseva    | 3e tour (1/8) P. Tarabini     | V. Ruano Paola Suárez      | 1er tour (1/32) P. Tarabini   | Yan Zi Zheng Jie           |
| 2005  | 2e tour (1/16) María Vento   | Anabel Medina Dinara Safina | 2e tour (1/16) María Vento  | L. Domínguez N. Llagostera   | 1er tour (1/32) María Vento   | L. Granville Janet Lee     | 3e tour (1/8) M. Kirilenko    | C. Martínez V. Ruano       |
| 2006  | 1/4 de finale M. Kirilenko   | Lisa Raymond S. Stosur      | 3e tour (1/8) M. Kirilenko  | Chakvetadze Elena Vesnina    | 1er tour (1/32) N. Dechy      | Maret Ani Meilen Tu        | 1er tour (1/32) M. Camerin    | Emma Laine Selima Sfar     |
| 2007  | 3e tour (1/8) M. Camerin     | A.-L. Grönefeld Shaughnessy | 1/4 de finale M. Camerin    | K. Srebotnik Ai Sugiyama     | 1er tour (1/32) M. Camerin    | M. Krajicek A. Radwańska   | 3e tour (1/8) M. Camerin      | C. Morariu Shaughnessy     |
| 2008  | 1er tour (1/32) M. Camerin   | M. Koryttseva T. Perebiynis | 1er tour (1/32) M. Camerin  | N. Llagostera M. J. Martínez | 2e tour (1/16) M. Camerin     | E. Makarova Selima Sfar    | 2e tour (1/16) M. Camerin     | M. Erakovic J. Kostanić    |
| 2009  | 2e tour (1/16) Roberta Vinci | L. Šafářová G. Voskoboeva   | 2e tour (1/16) Ágnes Szávay | S. Williams V. Williams      | 2e tour (1/16) Shahar Peer    | Yan Zi Zheng Jie           | 3e tour (1/8) Shahar Peer     | S. Stosur Rennae Stubbs    |
| 2010  | 1/4 de finale F. Pennetta    | Lisa Raymond Rennae Stubbs  | 1/4 de finale F. Pennetta   | Liezel Huber Anabel Medina   | 1/2 finale F. Pennetta        | Elena Vesnina V. Zvonareva | 1/4 de finale F. Pennetta     | Vania King Y. Shvedova     |
| 2011  | Victoire F. Pennetta         | V. Azarenka M. Kirilenko    | 1/4 de finale F. Pennetta   | Sania Mirza Elena Vesnina    | -                             | -                          | 3e tour (1/8) F. Pennetta     | Sara Errani Roberta Vinci  |
| 2012  | 3e tour (1/8) F. Pennetta    | S. Kuznetsova V. Zvonareva  | 2e tour (1/16) Paola Suárez | R. Voráčová K. Zakopalová    | 1er tour (1/32) Paola Suárez  | Irina Falconi C. Scheepers | -                             | -                          |

Sous le résultat, la partenaire ; à droite, l’ultime équipe adverse.

### En double mixte
| Année | Open d'Australie           | Open d'Australie          | Internationaux de France  | Internationaux de France   | Wimbledon                   | Wimbledon                 | US Open                    | US Open                        |
| ----- | -------------------------- | ------------------------- | ------------------------- | -------------------------- | --------------------------- | ------------------------- | -------------------------- | ------------------------------ |
| 2004  | -                          | -                         | -                         | -                          | 2e tour (1/16) J. I. Chela  | Sun Tiantian Gastón Etlis | -                          | -                              |
| 2005  | 1er tour (1/16) S. Prieto  | C. Martínez Andy Ram      | -                         | -                          | 1/4 de finale Mariano Hood  | T. Perebiynis Paul Hanley | -                          | -                              |
| 2006  | -                          | -                         | 1/4 de finale F. González | K. Srebotnik N. Zimonjić   | 2e tour (1/16) F. González  | C. Morariu Mike Bryan     | -                          | -                              |
| 2009  | -                          | -                         | -                         | -                          | 2e tour (1/16) Lucas Arnold | S. Stosur Bob Bryan       | -                          | -                              |
| 2010  | -                          | -                         | -                         | -                          | 2e tour (1/16) J. I. Chela  | A. Kleybanova Max Mirnyi  | 1/4 de finale Pablo Cuevas | Květa Peschke A.-U.-H. Qureshi |
| 2011  | -                          | -                         | -                         | -                          | -                           | -                         | Finale E. Schwank          | Melanie Oudin Jack Sock        |
| 2012  | 1er tour (1/16) E. Schwank | Kimiko Date Kei Nishikori | 2e tour (1/8) E. Schwank  | G. Voskoboeva D. Bracciali | -                           | -                         | -                          | -                              |

Sous le résultat, le partenaire ; à droite, l’ultime équipe adverse.

## Parcours en «Premier Mandatory» et «Premier 5»
Découlant d'une réforme du circuit WTA inaugurée en 2009, les tournois WTA « Premier Mandatory » et « Premier 5 » constituent les catégories d'épreuves les plus prestigieuses, après les quatre levées du Grand Chelem.

### En simple dames
| Année |              | Premier Mandatory           | Premier Mandatory            | Premier Mandatory             | Premier Mandatory           |       | Premier 5 | Premier 5 | Premier 5                   | Premier 5                     | Premier 5                   | Premier 5 | Premier 5                    |
| Année | Indian Wells | Miami                       | Madrid                       | Pékin                         |                             | Dubaï | Rome      | Canada    | Cincinnati                  |                               | Tokyo                       |           |                              |
| Année | Indian Wells | Miami                       | Madrid                       | Pékin                         |                             | Doha  | Rome      | Canada    | Cincinnati                  |                               | Wuhan                       |           |                              |
| Année | Indian Wells | Miami                       | Madrid                       | Pékin                         |                             |       | Rome      | Canada    | Cincinnati                  |                               |                             |           |                              |
| 2009  |              | 3e tour (1/16) A. Ivanović  | 3e tour (1/16) I. Benešová   | 1er tour (1/32) D. Hantuchová |                             |       |           |           | 2e tour (1/16) J. Janković  |                               | 1er tour (1/32) P. Schnyder |           | 2e tour (1/16) I. Benešová   |
| 2010  |              | 3e tour (1/16) A. Radwańska | 3e tour (1/16) M. Bartoli    | 1er tour (1/32) S. Stosur     | 2e tour (1/16) M. Kirilenko |       |           |           | 1er tour (1/32) P. Schnyder | 1er tour (1/32) A. Szávay     | 2e tour (1/16) Y. Wickmayer |           | 1er tour (1/32) A. Petkovic  |
| 2011  |              | 2e tour (1/32) Kaia Kanepi  | 1er tour (1/64) E. Vesnina   | 1er tour (1/32) S. Stosur     | 1er tour (1/32) V. Razzano  |       |           |           | 1er tour (1/32) I. Benešová | 1er tour (1/32) D. Hantuchová | 1er tour (1/32) Peng S.     |           | 1er tour (1/32) T. Pironkova |
| 2012  |              | 2e tour (1/32) M. Sharapova | 1er tour (1/64) S. Arvidsson |                               |                             |       |           |           |                             |                               |                             |           |                              |

Sous le résultat, l’ultime adversaire.

### En double dames
| Année                  | Premier Mandatory       | Premier Mandatory      | Premier Mandatory | Premier Mandatory      | Premier Mandatory  | Premier Mandatory | Premier Mandatory | Premier Mandatory | Premier 5 | Premier 5 | Premier 5 | Premier 5                | Premier 5           | Premier 5            | Premier 5         | Premier 5                 | Premier 5            | Premier 5              | Premier 5           | Premier 5 | Premier 5 | Premier 5 |
| Année                  | Indian Wells            | Indian Wells           | Miami             | Miami                  | Madrid             | Madrid            | Pékin             | Pékin             | Dubaï     | Dubaï     | Doha      | Doha                     | Rome                | Rome                 | Canada            | Canada                    | Cincinnati           | Cincinnati             | Tokyo               | Tokyo     | Wuhan     | Wuhan     |
| ---------------------- | ----------------------- | ---------------------- | ----------------- | ---------------------- | ------------------ | ----------------- | ----------------- | ----------------- | --------- | --------- | --------- | ------------------------ | ------------------- | -------------------- | ----------------- | ------------------------- | -------------------- | ---------------------- | ------------------- | --------- | --------- | --------- |
| 2009                   |                         |                        |                   |                        |                    |                   |                   |                   |           |           |           |                          |                     |                      |                   |                           |                      |                        |                     |           |           |           |
| Finale Peer            | Azarenka Zvonareva      | 2e tour (1/8) Peer     | Medina Ruano      | 2e tour (1/16) Peer    | Forfait            | —                 | —                 | —                 | —         |           |           | 1er tour (1/32) Pennetta | Forfait             | 1er tour (1/16) Peer | Benešová Strýcová | 2e tour (1/8) Peer        | Ruano Zheng          | 1/2 finale Petrova     | Hantuchová Sugiyama |           |           |           |
| 2010                   |                         |                        |                   |                        |                    |                   |                   |                   |           |           |           |                          |                     |                      |                   |                           |                      |                        |                     |           |           |           |
| 2e tour (1/8) Pennetta | Llagostera Martínez     | Victoire Pennetta      | Petrova Stosur    | Finale Pennetta        | Williams           | Finale Pennetta   | Chuang Govortsova | —                 | —         |           |           | Victoire Pennetta        | Llagostera Martínez | Victoire Pennetta    | Peschke Srebotnik | 1/2 finale Pennetta       | Azarenka Kirilenko   | 1/4 de finale Pennetta | Peer Peng           |           |           |           |
| 2011                   |                         |                        |                   |                        |                    |                   |                   |                   |           |           |           |                          |                     |                      |                   |                           |                      |                        |                     |           |           |           |
| 2e tour (1/8) Pennetta | Janković Pavlyuchenkova | 1/4 de finale Pennetta | Martínez Medina   | 1/4 de finale Pennetta | Azarenka Kirilenko | Finale Pennetta   | Peschke Srebotnik | —                 | —         |           |           | 1/4 de finale Pennetta   | Dulgheru Gajdošová  | 1/2 finale Pennetta  | Huber Raymond     | 1/4 de finale Pennetta    | Makarova Zheng       | Finale Pennetta        | Huber Raymond       |           |           |           |
| 2012                   |                         |                        |                   |                        |                    |                   |                   |                   |           |           |           |                          |                     |                      |                   |                           |                      |                        |                     |           |           |           |
| 1/4 de finale Suárez   | Mirza Vesnina           | 1/2 finale Suárez      | Errani Vinci      | 1/4 de finale Suárez   | Makarova Vesnina   | —                 | —                 |                   |           | —         | —         | 2e tour (1/8) Suárez     | Errani Vinci        | —                    | —                 | 1er tour (1/16) Schiavone | Rodionova Voskoboeva | —                      | —                   |           |           |           |

N.B. : le nom de la partenaire se trouve sous le résultat ; le nom des ultimes adversaires se trouve à droite.

## Parcours aux Masters

### En double dames
| # | Date       | Nom de l'édition                           | ($)       | Surface    | Résultat   | Partenaire      | Ultimes adversaires              | Score            |          |
| - | ---------- | ------------------------------------------ | --------- | ---------- | ---------- | --------------- | -------------------------------- | ---------------- | -------- |
| 1 | 26/10/2010 | WTA Championships Doha                     | 4 550 000 | Dur (ext.) | Victoire   | Flavia Pennetta | Květa Peschke Katarina Srebotnik | 7-5, 6-4         | Parcours |
| 2 | 25/10/2011 | TEB BNP Paribas WTA Championships Istanbul | 4 900 000 | Dur (int.) | 1/2 finale | Flavia Pennetta | Liezel Huber Lisa Raymond        | 4-6, 6-3, [10-7] | Parcours |

## Parcours aux Jeux olympiques

### En simple dames
| # | Date       | Nom de l'olympiade           | Surface    | Résultat        | Ultime adversaire | Score     |          |
| - | ---------- | ---------------------------- | ---------- | --------------- | ----------------- | --------- | -------- |
| 1 | 15/08/2004 | Olympic Tennis Event Athènes | Dur (ext.) | 1er tour (1/32) | Karolina Šprem    | 7-66, 7-5 | Parcours |
| 2 | 11/08/2008 | Olympic Tennis Event Pékin   | Dur (ext.) | 1er tour (1/32) | Casey Dellacqua   | 6-3, 6-4  | Parcours |

### En double dames
| # | Date       | Nom de l'olympiade             | Surface      | Résultat        | Partenaire    | Ultimes adversaires          | Score    |          |
| - | ---------- | ------------------------------ | ------------ | --------------- | ------------- | ---------------------------- | -------- | -------- |
| 1 | 11/08/2008 | Olympic Tennis Event Pékin     | Dur (ext.)   | 2e tour (1/8)   | Betina Jozami | Elena Vesnina Vera Zvonareva | 6-2, 6-3 | Parcours |
| 2 | 28/07/2012 | Olympic Tennis Event Wimbledon | Gazon (ext.) | 1er tour (1/16) | Paola Suárez  | Li Na Zhang Shuai            | 6-4, 6-2 | Parcours |

### En double mixte
| # | Date       | Nom de l'olympiade             | Surface      | Résultat      | Partenaire            | Ultimes adversaires     | Score    |          |
| - | ---------- | ------------------------------ | ------------ | ------------- | --------------------- | ----------------------- | -------- | -------- |
| 1 | 28/07/2012 | Olympic Tennis Event Wimbledon | Gazon (ext.) | 1/4 de finale | Juan Martín del Potro | Mike Bryan Lisa Raymond | 6-2, 7-5 | Parcours |

## Parcours en Fed Cup
| #                                                                      | Date       | Lieu                 | Surface      | Gagnante(s)                           | Perdante(s)                        | Score         |          |
|                                                                        |            |                      |              |                                       |                                    |               |          |
| 2004 - 1er tour (groupe mondial) - Argentine - Japon - 4 : 1           |            |                      |              |                                       |                                    |               |          |
| 1                                                                      | 24/04/2004 | Buenos Aires         | Terre (ext.) | Gisela Dulko                          | Ai Sugiyama                        | 6-3, 6-4      | Parcours |
| 1                                                                      | 24/04/2004 | Buenos Aires         | Terre (ext.) | Akiko Morigami                        | Gisela Dulko                       | 6-2, 6-2      | Parcours |
|                                                                        |            |                      |              |                                       |                                    |               |          |
| 2004 - 1/4 de finale (groupe mondial) - Argentine - Russie - 1 : 4     |            |                      |              |                                       |                                    |               |          |
| 2                                                                      | 10/07/2004 | Buenos Aires         | Terre (ext.) | Gisela Dulko                          | Svetlana Kuznetsova                | 6-4, 3-6, 6-4 | Parcours |
| 2                                                                      | 10/07/2004 | Buenos Aires         | Terre (ext.) | Anastasia Myskina                     | Gisela Dulko                       | 6-1, 7-5      | Parcours |
| 2                                                                      | 10/07/2004 | Buenos Aires         | Terre (ext.) | Svetlana Kuznetsova Elena Likhovtseva | Gisela Dulko Patricia Tarabini     | 6-2, 5-7, 6-4 | Parcours |
|                                                                        |            |                      |              |                                       |                                    |               |          |
| 2005 - 1/4 de finale (groupe mondial) - Espagne - Argentine - 3 : 2    |            |                      |              |                                       |                                    |               |          |
| 3                                                                      | 23/04/2005 | Jerez de la Frontera | Terre (ext.) | Nuria Llagostera                      | Gisela Dulko                       | 6-4, 4-6, 6-3 | Parcours |
| 3                                                                      | 23/04/2005 | Jerez de la Frontera | Terre (ext.) | Gisela Dulko                          | Marta Marrero                      | 6-0, 6-3      | Parcours |
| 3                                                                      | 23/04/2005 | Jerez de la Frontera | Terre (ext.) | Nuria Llagostera Anabel Medina        | Gisela Dulko María Emilia Salerni  | 6-4, 6-4      | Parcours |
|                                                                        |            |                      |              |                                       |                                    |               |          |
| 2005 - Barrage (groupe mondial I) - Belgique - Argentine - 3 : 2       |            |                      |              |                                       |                                    |               |          |
| 4                                                                      | 09/07/2005 | Bree                 | Dur (ext.)   | Gisela Dulko                          | Els Callens                        | 6-1, 6-3      | Parcours |
| 4                                                                      | 09/07/2005 | Bree                 | Dur (ext.)   | Kim Clijsters                         | Gisela Dulko                       | 6-4, 6-1      | Parcours |
| 4                                                                      | 09/07/2005 | Bree                 | Dur (ext.)   | Els Callens Kim Clijsters             | Mariana Díaz-Oliva Gisela Dulko    | 6-4, 3-6, 7-5 | Parcours |
|                                                                        |            |                      |              |                                       |                                    |               |          |
| 2006 - Barrage (groupe mondial II) - Canada - Argentine - 3 : 2        |            |                      |              |                                       |                                    |               |          |
| 5                                                                      | 15/07/2006 | Edmonton             | Dur (ext.)   | Gisela Dulko                          | Stéphanie Dubois                   | 6-4, 6-3      | Parcours |
| 5                                                                      | 15/07/2006 | Edmonton             | Dur (ext.)   | Aleksandra Wozniak                    | Gisela Dulko                       | 7-66, 6-3     | Parcours |
| 5                                                                      | 15/07/2006 | Edmonton             | Dur (ext.)   | Gisela Dulko Mariana Díaz-Oliva       | Sharon Fichman Marie-Ève Pelletier | 7-5, 6-4      | Parcours |
|                                                                        |            |                      |              |                                       |                                    |               |          |
| 2007 - Barrage (groupe mondial II) - Argentine - Canada - 4 : 1        |            |                      |              |                                       |                                    |               |          |
| 6                                                                      | 14/07/2007 | Córdoba              | Terre (ext.) | Gisela Dulko                          | Marie-Ève Pelletier                | 7-5, 6-4      | Parcours |
| 6                                                                      | 14/07/2007 | Córdoba              | Terre (ext.) | Aleksandra Wozniak                    | Gisela Dulko                       | 0-6, 6-2, 6-2 | Parcours |
|                                                                        |            |                      |              |                                       |                                    |               |          |
| 2008 - Barrage (groupe mondial I) - Argentine - Allemagne - 3 : 2      |            |                      |              |                                       |                                    |               |          |
| 7                                                                      | 26/04/2008 | Buenos Aires         | Terre (ext.) | Gisela Dulko                          | Sabine Lisicki                     | 6-2, 6-2      | Parcours |
| 7                                                                      | 26/04/2008 | Buenos Aires         | Terre (ext.) | Gisela Dulko                          | Martina Müller                     | 6-2, 6-4      | Parcours |
|                                                                        |            |                      |              |                                       |                                    |               |          |
| 2009 - 1/4 de finale (groupe mondial) - États-Unis - Argentine - 3 : 2 |            |                      |              |                                       |                                    |               |          |
| 8                                                                      | 07/02/2009 | Surprise             | Dur (ext.)   | Gisela Dulko                          | Melanie Oudin                      | 6-2, 7-5      | Parcours |
| 8                                                                      | 07/02/2009 | Surprise             | Dur (ext.)   | Gisela Dulko                          | Jill Craybas                       | 6-1, 6-3      | Parcours |
| 8                                                                      | 07/02/2009 | Surprise             | Dur (ext.)   | Julie Ditty Liezel Huber              | Gisela Dulko Betina Jozami         | 6-2, 6-3      | Parcours |

## Classements WTA en fin de saison

### En simple
| Année | 2000 | 2001 | 2002 | 2003 | 2004 | 2005 | 2006 | 2007 | 2008 | 2009 | 2010 | 2011 | 2012 |
| Rang  | 585  | 188  | 152  | 124  | 33   | 27   | 61   | 38   | 51   | 37   | 49   | 68   | 310  |

Source : (en) « Classements de Gisela Dulko », sur le site officiel du WTA Tour

### En double
| Année | 2000 | 2001 | 2002 | 2003 | 2004 | 2005 | 2006 | 2007 | 2008 | 2009 | 2010 | 2011 | 2012 |
| Rang  | 665  | 549  | 125  | 96   | 34   | 26   | 29   | 23   | 132  | 27   | 1    | 9    | 46   |

Source : (en) « Classements de Gisela Dulko », sur le site officiel du WTA Tour